# Rhinocricus fulvotaeniatus
Rhinocricus fulvotaeniatus är en mångfotingart som beskrevs av Carl 1912. Rhinocricus fulvotaeniatus ingår i släktet Rhinocricus och familjen Rhinocricidae. Inga underarter finns listade i Catalogue of Life.